# Rozbitek (powieść)
Rozbitek (ang. Survivor) (1999) jest drugą opublikowaną powieścią Chucka Palahniuka. Satyra na konsumpcjonistyczną kulturę, jest historią Tendera Bransona, byłego członka Kościoła Wyznawców, wymarłej sekty, w której każdy wyznawca uczy się, jak być służącym − wielu z nich jest lokajami lub pokojówkami − oraz strachu przed ludzkimi przyjemnościami. Czekają na znak od Boga, który ma im przekazać, że chce ich zbawić, a wtedy wszyscy popełnią samobójstwo.

## Fabuła
Znak nareszcie nadchodzi, a kilka lat później Tender staje się ostatnim żywym członkiem Kościoła Wyznawców. Z tego powodu kontaktuje się z nim agent medialny i zaczyna kreować go na gwiazdę. Tender staje się duchowym przywódcą dla wielu ludzi, jednak nie jest z tego powodu szczęśliwy − kontrakt zobowiązuje go do robienia i mówienia tego, co każe mu jego agent.
Książka rozpoczyna się od końca (odwrócona jest również numeracja rozdziału i stron) − od pierwszego (właściwie: czterdziestego siódmego) rozdziału wiadomo, że główny bohater nie przeżyje katastrofy samolotu, który uprowadził. Postanowił jednak, korzystając z czarnej skrzynki, nagrać opowieść o swoim życiu.

## Adaptacja filmowa
Prawa do nakręcenia Rozbitka zostały sprzedane na początku 2001, ale żadne studio filmowe nie zobowiązało się do przeniesienia powieści na duży ekran. Po atakach na Pentagon i World Trade Center z 11 września 2001, studia filmowe najwidoczniej uznały, że film byłby zbyt kontrowersyjny. Było to spowodowane faktem, iż główny bohater powieści uprowadza cywilny samolot i rozbija go w australijskim buszu. Jednakże, w połowie 2004 roku wytwórnia 20th Century Fox zdecydowała się zadeklarować, że stworzy adaptację powieści. Palahniuk twierdzi, że film będą tworzyć twórcy Constantine.